# История народа чичимеков
«История народа чичимеков» или «История народа чичимеков, его поселения и обоснования в стране Анауак, известной ныне как королевство Новая Испания…», (исп. Historia de la nacion chichimeca...) — фундаментальный труд потомка ацтекских правителей Фернандо де Альва Иштлильшочитля по истории тольтеков, чичимеков и ацтеков. Рукопись датируется началом XVII века.

## Язык и стиль сочинения
«История народа чичимеков» написана очень ясным, четким и легким кастельяно, равно чуждым как вычурной нарочитости многих современных Иштлильшочитлю испанских барочных авторов, так и неуклюжей тяжеловесности индейских писателей, пользовавшихся чужим для них языком.
Простое сравнение нескольких страниц из Иштлильшочитля с сочинением Эрнандо Альварадо Тесосомока, знатного ацтека, писавшего по-испански, даёт однозначный ответ на вопрос: был ли Дон Фернандо испанским писателем или индейским? Он был испанским писателем, притом мастерски владевший родным словом.
Язык Иштлильшочитля часто звучит совершенно по-современному, и только длинные сложносочиненные предложения на пол-листа, постоянные «el cual» («коий») в значении «он», и «que», в значении «и вот» выдают автора XVII века. Цветисты и перегружены украшениями только речи некоторых персонажей, особенно царственных, но это, очевидно, сознательная стилизация под аристократическую риторику науатль, о которой нам сообщают колониальные авторы, например, Бернардино де Саагун. Определенный отпечаток на язык Иштлильшочитля наложила его профессия правоведа: он постоянно употребляет «poner por obra» («принять к исполнению»), «entrar en suceción» («вступить в наследство»), «lo referido» («упомянутое») — но, в целом, эти профессионализмы не слишком заметны в тексте и не очень портят его. Кроме того, юрист проступает в подчеркнутом внимании к правовым нормам, скрупулезном изложении законодательных актов, тщательном внимании к судебным и административным учреждениям.
В стиле историописания в главах I—XIX Фернандо де Альва Иштлильшочиль стремится следовать высоким классическим образцам: Фукидиду, Ксенофонту, Титу Ливию — и это ему, в общем, удается. Последующее изложение, посвященное жизнеописанию Несауалькойотля, которое в большей степени опирается на фольклорные источники, дополненные воображением автора, приобретает черты красочного и увлекательного приключенческого романа, затем, с главы XXXV превращаясь в политический трактат, а в последующем — опять в историю.

## Имена и названия науатль
В сочинении Иштлильшочитля читатель встречает бесчисленное количество имен и названий на языке, который принято назвать науатль.
В целом фонетическая система этого языка не представляет особых сложностей для европейца, в частности, говорящего на славянских языках, и, соответственно, не создает проблем при транскрибировании кириллическим письмом. Есть, впрочем, несколько исключений:
- В записях индейских слов читатель многократно встретит букву «у». Однако, в классическом науатль гласной заднего ряда высокого подъема, соответствующей русскому <у>, вообще не было.

«Простое» «u» латинизированных записей передавало гласную заднего ряда среднего подъема, близкую к русскому <o>, а ещё больше — к французскому <o> в слове «côte». В кириллической транскрипции переводчик всегда передает его как «о»: «tultecas» — «тольтеки», «Tetzcuco» — «Тецкоко».
Сочетания «hu» и «uh» в латинизированных записях передают не гласную (и тем более не слоги «ху» и «ух»), а билабиальный сонорный согласный <w>, близкий к английскому <w> в слове «winter».
Сочетания «cu», «cuh» передают лабиализованный велярный смычный согласный [kw], подобный латинскому «qu».
Ю. В. Кнорозов в своё время предлагал транскрибировать эти случаи через «в» и «кв», однако в русской традиции закрепилась транскрипция через «у» (имя последнего независимого правителя ацтеков и мексиканского национального героя, Cuauhtemoc, известно русскому читателю как «Куаутемок», а не «Квавтемок»). Кроме того, ближайший аналог науатланского [w], английский [w] в русской транскрипции также часто передается через «у» («Уайльд», «Уайтхолл», «Уолл-Стрит»). В связи с этим [w] и [kw] транскрибируются как «у» и «ку».
- Сочетание «tl» в соответствии с традицией транскрибируется как «тл» или «тль», хотя на самом деле это особый согласный — альвеолярная аффриката <t͡ɬ>, схожая по звучанию со смягченным <ть>.

Таким образом, название языка, которое транскрибируется «науатль», на самом деле звучало приблизительно как <навать>.
- Буква «l» латинских записей передает альвеолярный сонорный согласный <l>, похожий на слабосмягченный <ль> (такой звук существует в некоторых южнорусских и украинских диалектах). В конце слов и перед согласными (в том числе перед «у», передающей, как указано выше, согласную) он транскрибируется «ль», в остальных случаях — «л». Сочетание «ll» передает удвоенный <ll> и транскрибируется «лл».
- Латинское «z» передает альвеолярный щелевой согласный < s > и в тексте перевода везде транскрибируется через «с». В комментариях делается одно исключение: слово «azteca» (и производные от него) транскрибируется в традиционной (хотя совершенно неправильной) форме «ацтеки».
- Запись «h» (кроме сочетаний «hu» и «uh») передает гортанную паузу (glottal stop) и в транскрипции не отражается.
- Долгие гласные, существовавшие в классическом науатль наряду с обычными, в транскрипции не отражаются.
- Ударение в словах науатль всегда падает на предпоследний слог.

## Даты науатль
Иштлильшочитль приводит в своем сочинении большое число дат календаря науатль с европейскими соответствиями. Издатель его книги Х. Васкес Чаморро, впрочем, не слишком лестно называет содержащуюся в «Истории народа чичимеков» хронологию «хаотической». Однако, такая оценка представляется не вполне справедливой. Анализ индейских дат и их европейских соответствий, приведенных в «Истории народа чичимеков», показывает, что в большинстве они, в принципе, вполне корректны, другое дело, что из нескольких возможных вариантов европейских соответствий Иштлильшочитль выбирает (особенно для доацтекской эпохи) достаточно спорные, но они не более спорны, чем предлагаемые многими современными исследователями.
Для того, чтобы разобраться в хронологических выкладках Иштлильшочитля, следует остановиться на главных чертах календаря науатль. Его основу составляют два элемента. Первый — общий для народов Месоамерики 260-дневный цикл, который науа называли «тональпоуалли» [tonalpohualli], буквально, «счет судеб». Он возникает в результате комбинации счета двадцати дней, каждый из которых имел особое название, и счета тринадцати суток, каждые из которых обозначаются порядковым номером.
Второй элемент — 365-дневный год, называемый «шиупоуалли» [xiuhpohualli], «счёт вёсен», который состоит из 18 двадцатидневных месяцев и дополнительного пятидневного периода.
Дата, состоящая из порядкового номера дня в цикле из 13 суток, его названия в двадцатидневке, числа дня в месяце и названия месяца, повторяется каждые 18980 дней, период, называвшийся «шиумольпилли» [xiuhmolpilli], «связка весен», или «шиусискило» [xiuhzizquilo], «вхождение в год».
Каждый год в шиумольпилли имел особое название, каковым являлось название так званого «годоносца» — последнего дня последнего (18-го) двадцатидневного месяца. Поскольку на основе данных колониальных источников известно, что в Теночтитлане последний день последнего 20-дневного месяца (20 Тититль) в 1522 году назывался «3-Калли» и приходился на день 18 января в юлианском календаре, можно рассчитать годоносцы по теночтитланскому стилю на весь период, освещаемый историческим трудом Иштлильшочитля.
Оказывается, что Фернандо де Альва Иштлильшочитль весьма точно следует теночтитланскому стилю «годоносцев», указывая в качестве соответствий европейские годы, на которые приходятся начала соответствующих шиупоуалли, иногда — на один европейский год раньше.
Проблема, однако, заключается в том, что год с тем же названием повторяется через каждые 52 года, а количество шиумольпилли, прошедших между разными датами, источники не указывают. В результате при переводе дат в европейское летоисчисление колониальные авторы вставляли лишние 52-летние циклы, удревняя события.
Вторая проблема состоит в том, что, если счет тональпоуалли во всей Центральной Мексике был одинаковым, то начало года шиупоуалли в разных городах приходилось на разные месяцы, соответственно, название «годоносца» в одном и том же европейском году было разным. В настоящее время известны, по меньшей мере, четыре стиля «годоносцев», в соответствии с которыми год, соответствующий европейскому 1507/1508 н. э., имел названия:
- в Теночтитлане и Тлакопане — 2-Акатль,
- у тлакомиуа — 7-Акатль,
- в Кольуакане — 1-Текпатль,
- в Тескоко — 9-Текпатль.

Соответственно, год 1-Акатль приходился на:
- в Теночтитлане на 1519/1520 года,
- у тотомиуа — на 1527/1528 года,
- в Тескоко — на 1538/1539 года,
- в Кольуакане — на 1546/1547 года[2][3].

Фернандо де Альва Иштлильшочитль, как уже сказано, придерживался теночтитланского стиля, но это совершенно не означает, что тому же стилю следовали его источники, особенно, освещавшие события до установления господства ацтеков.
Ещё большие сложности возникают при анализе приводимых Иштлильшочитлем дат внутри лет шиупоуалли. Они не совпадают с расчетами, основывающихся на соответствиях дней тональпоуалли европейским датам. Кроме того, здесь Иштлильшочитль использовал какой-то очевидно не теночтитланский календарь (возможно, тескоканский), в котором месяцы смещены относительно одноименных ацтекских на 60 дней вперед; при этом, однако, европейские соответствия хронист (с ошибкой в несколько дней) приводит согласно ацтекскому счету; все это создает впечатление путаницы и заставляет с осторожностью относится к приводимым с точностью до суток датам.

## Издания
- Ixtlilxóchitl, F. de Alva. Histoire des Chichimèques ou des anciens rois de Tezcuco/ Voyages, relations et mémoires originaux pour servir a l’histoire de la découverte de l’Amérique, publiés pour la premierè fois en français. H.Ternaux-Compans, ed., Paris, 1840.
- Ixtlilxóchitl F.A. Obras completas. Vol.1. Relaciones / Alfredo Chavero, ed., México, 1891.
- Ixtlilxóchitl F.A. Obras completas. Vol. 2. Historia chichimeca/ Alfredo Chavero, ed., México,1892.
- Ixtlilxóchitl, F. de Alva. Obras Históricas. 2 Vols /Edmundo O’Gorman, editor. Mexico City, 1975—1977
- J.I. Dávila Garibi, editor. México, Ixtlilxóchitl, F. de Alva. Historia de la nación chichimeca/ G.Vázquez Chamorro, ed. Madrid,1985 (переиздано в 2000 году)
- Ixtlilxóchitl, F. de Alva. Obras históricas. México, Ixtlixochitl, Fernando De Alva. Historia de la nación Chichimeca. Barcelona, 2008
- Cortés Ixtlilxchitl, Fernando De Alva. Historia de la nación Chichimeca. Linkgua Ediciones, 2009